# Vicente Coscollá
Vicente Coscollá Sanz (Masanasa, Valencia, 3 de abril de 1925 - Valencia, 27 de diciembre de 2006) fue un periodista deportivo e historiador español.

## Biografía
En su juventud fue un corredor ciclista aficionado, pero que alcanzó alguna relevancia ganando algunos premios regionales y compartiendo no menos de 78 podios. También fue entrenador, por ejemplo, del ciclista Salvador Botella. Fue presidente honorario del Club deportivo de Mislata. Luego se especializó como periodista deportivo y publicó seis libros sobre rutas ciclistas de montaña. Tras colaborar en las publicaciones de los clubes valencianos de ciclismo, inició su andadura en la prensa escrita en 1952, con el diario Jornada, y en 1954 pasó a colaborar asiduamente en el semanario Deportes y en el diario Las Provincias, todos de Valencia, y en los dos últimos durante catorce años. También colaboró en el semanario Fiesta Deportiva, en Radio Burjassot, Boletín de la Federación Española de Ciclismo y otras publicaciones. En 1988 colaboró en Meta 2Mil, a veces con el pseudónimo "Linterna roja". Colaboró en la Gran Enciclopedia Valenciana.
Viajó mucho en bicicleta por Marruecos y publicó un libro de viajes al respecto. Aprendió su lengua e investigó la cultura hispano-musulmana. Publicó al respecto muchos trabajos en el diario nacional marroquí L´Opinion de Rabat, órgano del Istiqlal, algunos reproducidos en otros periódicos árabes de Marruecos, Egipto y Kuwait. La Hoja del Lunes y Levante de Valencia también recogieron artículos de la faceta de arabista de Coscollá. Pero su obra más importante al respecto es La Valencia musulmana (València: Carena Editors, 2003), que fue muy bien acogida y donde se esfuerza por reconstruir sin manipulación histórica alguna el pasado musulmán de Valencia desde el año 713. Falleció de un infarto cuando trabajaba en la confección de un Diccionario valenciano-árabe.

## Obras
- Curso medio del Turia. Gestalgar, Cova Santa
- Curso medio del Turia.Serranía Baja, Bugarra, Gestalgar, Sot de Chera, Alcublas
- Diccionario ciclista serio (solo en parte). Valencia: Deportiva S. L., 1994.
- Viaje a través de Marruecos (1967). Valencia, Carena Editors, 2005.
- La Calderona : 40 rutas para BTT y senderismo, Valencia: Carena, 2002. 2.ª ed. actualizada, íd. íd., 2008.
- La Valencia musulmana, Valencia: Carena Editors, 2003.